# Asociación de Periodistas Europeos
La Asociación de Periodistas Europeos (Association of European Journalists) (AEJ) es una asociación privada profesional independiente e internacional de ámbito europeo, que tiene la consideración de Organización no Gubernamental por la Unesco y el Consejo de Europa. Fue fundada en Bruselas, Bélgica, en 1961, por setenta periodistas para promover el entendimiento y la armonía entre los países de Europa y defender la libertad de información y de prensa.
Bajo esos mismos principios, y tras la conformidad del XVII Congreso Internacional de la APE celebrado en Roma, el 2 de octubre de 1981 se firmó el Acta de Constitución y los Estatutos de la Sección Española de la APE, al amparo de la Ley de Asociaciones. En la actualidad celebra seminarios y conferencias sobre temas como la defensa, Europa Central, Latinoamérica o el periodismo, entre otras. Concede anualmente los premios Salvador de Madariaga y Premio de Periodismo Francisco Cerecedo, el cual ha superado ya las XXX ediciones. Su Presidente de Honor es S.A.R. la Princesa de Asturias.
En total existen veinte secciones independientes en los países miembros del Consejo de Europa. Se estructura en dos niveles: la Asamblea General, integrada por los representantes elegidos por los miembros y el Comité Ejecutivo del que forman parte los Secretarios Generales de cada una de las secciones nacionales y un conjunto directivo elegido por la Asamblea General que se celebra cada año.
Desde 2006 y hasta noviembre de 2007, los cargos electos por la Asamblea General para la dirección del AEJ son:
- Presidente: Diego Carcedo, España.
- Presidente Honorario: Athanase Papandropoulos
- Secretario General: Peter Kramer, Bélgica.
- Tesorero: Saiah Tsaoussidou, Grecia.
- Vicepresidente Primero: József Horváth, Hungría.
- Vicepresidente Segundo: Celia Hampton, Reino Unido.
- Vicepresidente Tercero: Carmelo Occhino, Italia.

La AEJ es miembro del European Movement, está asociada con el European Journalism Centre y trabaja en relación con el representante para la Libertad de Prensa de la Organización para la Seguridad y Cooperación en Europa.